# Liste der größten Familienunternehmen der Welt
Folgende Liste enthält die 50 größten Familienunternehmen der Welt nach Umsatz. Alle Angaben stammen aus dem Bericht Family Business Index 500 des britischen Wirtschaftsprüfungsgesellschaft Ernst & Young und der Universität St. Gallen, welches die 500 größten Familienunternehmen der Welt auflistet. Alle 500 Unternehmen der Liste kamen 2020 auf einen gemeinsamen Umsatz von 7,3 Billionen US-Dollar. Unternehmen, welche in den letzten 24 Monaten keine Abschlüsse veröffentlicht haben, sind in der Rangliste nicht geführt.
2020 war das US-amerikanische Einzelhandelsunternehmen Walmart mit einem Umsatz von über 500 Milliarden US-Dollar das größte Familienunternehmen der Welt. 

## Ranking der Top 50 Familienunternehmen
Im Ranking sind nur Unternehmen gelistet, die von derselben Familie mindestens in der zweiten Generation geführt werden. Um als Familienunternehmen zu gelten, müssen Familienmitglieder weiter an der Leitung des Unternehmens beteiligt sein, entweder im Vorstand, in der Geschäftsführung oder im Aufsichtsrat. Daneben muss die Familie bei Privatunternehmen mindestens einen Aktien- oder Stimmrechteanteil von 50 Prozent und bei Aktiengesellschaften einen Aktienanteil von mindestens 32 Prozent halten.
| Rang | Unternehmen                 | Land                | Umsatz in Mrd. US$ (2020) | Familie (Anteil)                              |
| ---- | --------------------------- | ------------------- | ------------------------- | --------------------------------------------- |
| 1    | Walmart                     | Vereinigte Staaten  | 559,1                     | Familie Walton (48,9 %)                       |
| 2    | Berkshire Hathaway          | Vereinigte Staaten  | 245,5                     | Familie Buffet (37,2 %)                       |
| 3    | Exor                        | Italien             | 145,3                     | Familie Agnelli (53,0 %)                      |
| 4    | Schwarz-Gruppe              | Deutschland         | 140,0                     | Familie Schwarz (100 %)                       |
| 5    | Ford Motor Company          | Vereinigte Staaten  | 127,1                     | Familie Ford (40,0 %)                         |
| 6    | BMW                         | Deutschland         | 122,2                     | Familie Quandt (46,8 %)                       |
| 7    | Koch Industries             | Vereinigte Staaten  | 115,0                     | Familie Koch (84,0 %)                         |
| 8    | Cargill                     | Vereinigte Staaten  | 114,6                     | Familie Cargill-Macmillan (85,0 %)            |
| 9    | Comcast                     | Vereinigte Staaten  | 103,6                     | Familie Roberts (33,8 %)                      |
| 10   | Dell Technologies           | Vereinigte Staaten  | 94,2                      | Familie Dell (75,0 %)                         |
| 11   | Robert Bosch GmbH           | Deutschland         | 87,0                      | Familie Bosch (100 %)                         |
| 12   | Reliance Industries         | Indien              | 79,5                      | Familie Ambani (44,3 %)                       |
| 13   | SK Group                    | Südkorea            | 73,9                      | Familie Chey (32,7 %)                         |
| 14   | Country Garden              | Volksrepublik China | 71,1                      | Familie Yang Guoqiang (59,3 %)                |
| 15   | Schaeffler-Gruppe           | Deutschland         | 70,5                      | Familie Schaeffler (100 %)                    |
| 16   | Roche Holding               | Schweiz             | 68,5                      | Familien Hoffman und Oeri (50,1 %)            |
| 17   | LG Corporation              | Südkorea            | 58,1                      | Familie Koo (33,7 %)                          |
| 18   | LVMH                        | Frankreich          | 54,8                      | Familie Arnault (47,5 %)                      |
| 19   | George Weston Limited       | Kanada              | 54,7                      | Familie Weston (53,2 %)                       |
| 20   | Aditya Birla                | Indien              | 53,5                      | Familie Birla (100 %)                         |
| 21   | ArcelorMittal               | Luxemburg           | 53,3                      | Familie Mittal (35,6 %)                       |
| 22   | JBS S. A.                   | Brasilien           | 52,2                      | Familie Batista (35,8 %)                      |
| 23   | América Móvil               | Mexiko              | 51,0                      | Familie Slim (52,9 %)                         |
| 24   | Gunvor                      | Schweiz             | 50,0                      | Familie Törnqvist (100 %)                     |
| 25   | Anheuser-Busch InBev        | Belgien             | 49,7                      | Familien Sicupira, Telles und Lemann (33,6 %) |
| 26   | Hanwha                      | Südkorea            | 46,8                      | Familie Kim (38,1 %)                          |
| 27   | Midea Group                 | Volksrepublik China | 43,5                      | Familie He (32,0 %)                           |
| 28   | Tyson Foods                 | Vereinigte Staaten  | 43,2                      | Familie Tyson (70,6 %)                        |
| 29   | Idemitsu Kōsan              | Japan               | 42,0                      | Familie Idemitsu (37,6 %)                     |
| 30   | Groupe Casino               | Frankreich          | 41,8                      | Familie Naouri (56,5 %)                       |
| 31   | A. P. Møller-Mærsk          | Dänemark            | 40,0                      | Familie Mærsk Mc-Kinney Uggla (70,6 %)        |
| 32   | Power Corporation of Canada | Kanada              | 39,5                      | Familie Desmarais (50,6 %)                    |
| 33   | Auchan                      | Frankreich          | 38,9                      | Familie Mulliez (95,0 %)                      |
| 34   | Nike                        | Vereinigte Staaten  | 37,4                      | Familie Knight (84,2 %)                       |
| 35   | Mars Incorporated           | Vereinigte Staaten  | 37,0                      | Familie Mars (100 %)                          |
| 36   | Aldi                        | Deutschland         | 35,6                      | Familie Albrecht (100 %)                      |
| 37   | Reyes Holdings              | Vereinigte Staaten  | 35,0                      | Familie Reyes (100 %)                         |
| 38   | Tata Motors                 | Indien              | 34,9                      | Familie Tata (46,4 %)                         |
| 39   | Porsche                     | Deutschland         | 34,6                      | Familie Porsche-Piëch (58,3 %)                |
| 40   | CK Hutchison Holdings       | Hongkong            | 34,4                      | Familie Li (56,2 %)                           |
| 41   | L’Oréal                     | Frankreich          | 33,6                      | Familie Bettencourt-Meyers (33,2 %)           |
| 42   | Louis Dreyfus Company       | Niederlande         | 33,6                      | Familie Louis-Dreyfus (96,0 %)                |
| 43   | Phoenix Pharmahandel        | Deutschland         | 33,0                      | Familie Merckle (100 %)                       |
| 44   | Penske Corporation          | Vereinigte Staaten  | 32,0                      | Familie Penske (60,0 %)                       |
| 45   | CMA CGM                     | Frankreich          | 31,5                      | Familie Saadé (74,1 %)                        |
| 46   | HE Butt Grocery             | Vereinigte Staaten  | 31,2                      | Familie Butt (100 %)                          |
| 47   | Mercadona                   | Spanien             | 29,8                      | Familie Roig (100 %)                          |
| 48   | Bolloré                     | Frankreich          | 29,7                      | Familie Bolloré (75,4 %)                      |
| 49   | Pilot Flying J              | Vereinigte Staaten  | 29,5                      | Familie Haslam (50,1 %)                       |
| 50   | CJ Group                    | Südkorea            | 29,4                      | Familie Lee (44,8 %)                          |